# Etching revival
Etching Revival, traducibile in italiano come «rinascita dell'acquaforte», è un'espressione inglese che indica l'ingente sviluppo e diffusione della stampa artistica come forma d'arte tra la seconda metà del XIX secolo e i primi decenni del '900, in particolare negli Stati Uniti.

## Storia

### Origini del fenomeno

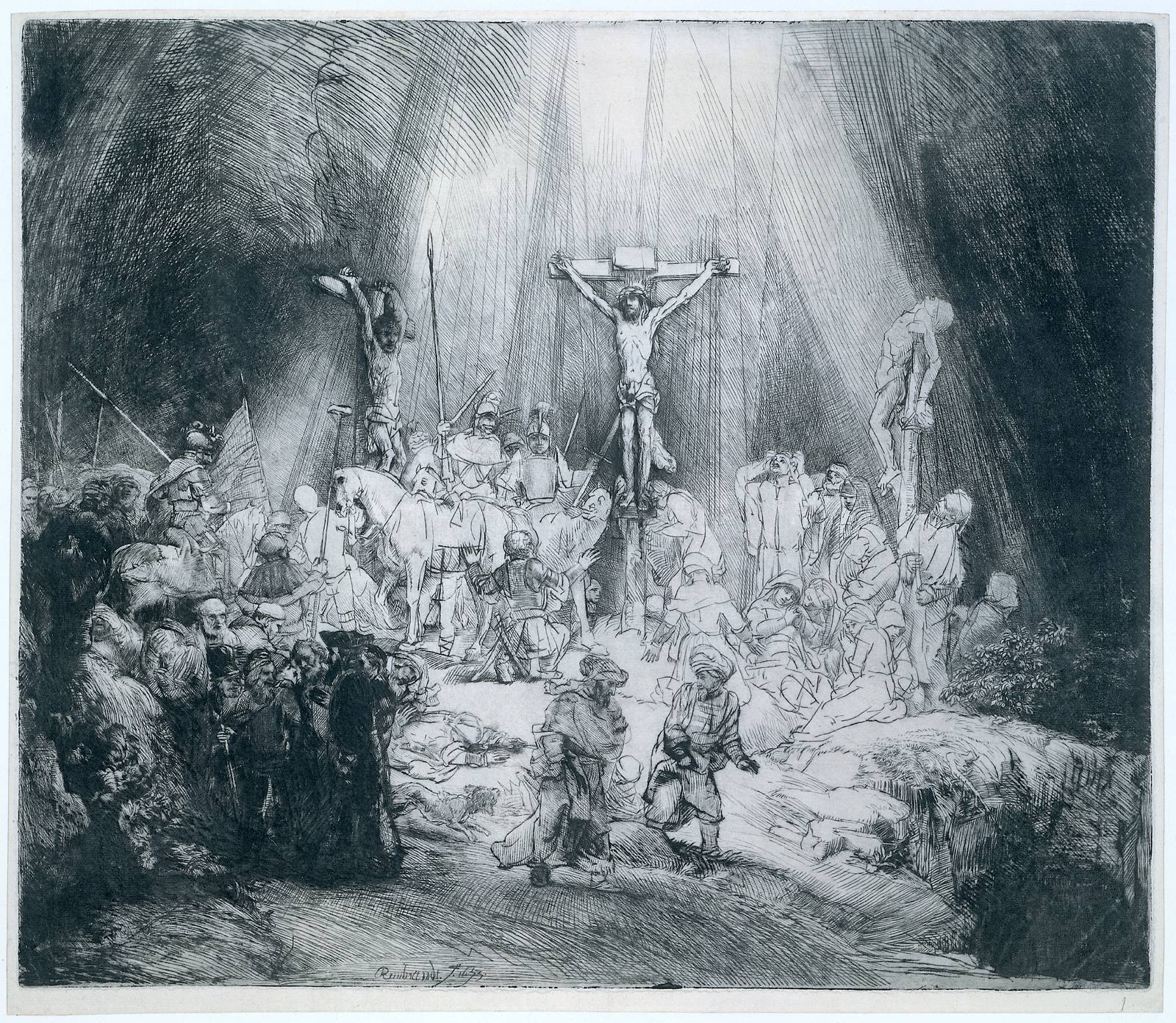
Le tre croci, acquaforte di Rembrandt, pittore a cui si ispirarono molti artisti del revival

Il fenomeno, che ebbe i suoi prodromi in Francia con l'opera di artisti della scuola di Barbizon quali Charles-François Daubigny e Jean-François Millet e con la fondazione della Société des Acquafortistes a Parigi nel 1862 ad opera dell'editore Alfred Cadart, si sviluppò in seguito negli Stati Uniti negli anni Sessanta e Settanta del secolo, e fu probabilmente generato dalla riscoperta da parte dei pittori romantici e realisti della produzione di Rembrandt e Albrecht Dürer.
Un importante fattore di crescita del settore fu sicuramente la forte domanda di beni ed oggetti artistici dal prezzo abbordabile da parte delle classi emergenti e della media borghesia, le cui possibilità economiche, individualmente ridotte, erano collettivamente enormi, tanto da finanziare un fiorente mercato di prodotti a stampa: fotografie, libri, riproduzioni di dipinti ottenute grazie alla galvanotipia, introdotta nel 1845, e appunto, stampe artistiche.

### Il successo e i principali esponenti

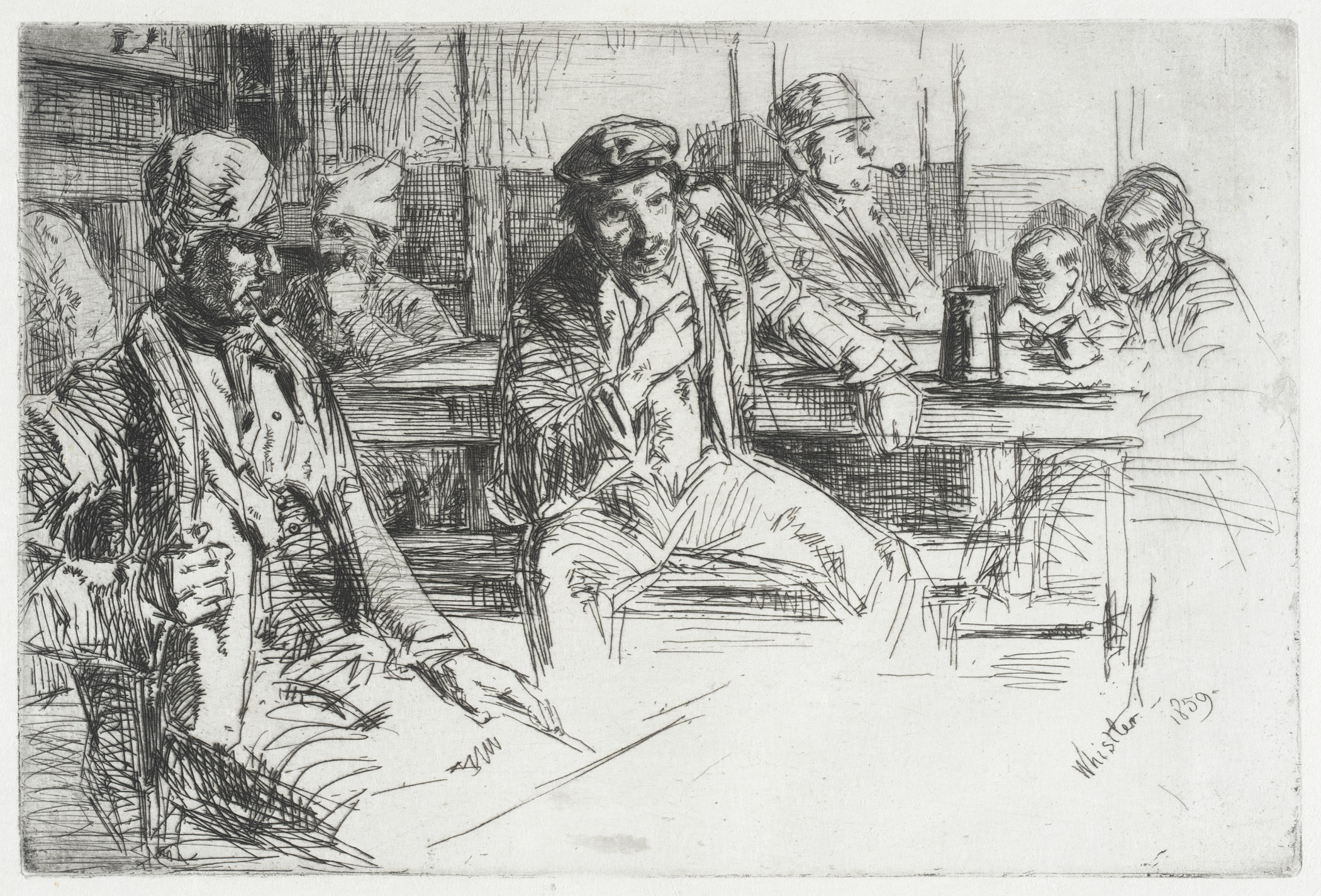
Scaricatori di porto di James Whistler, considerato il protagonista delletching revival

Negli Stati Uniti, il New York Etching Club, fondato nel 1877, contribuì a mettere in contatto gli artisti dediti alla stampa e a diffonderne la fama e la produzione, anche grazie ad esposizioni quali la American Art Review, tenuta annualmente fra il 1879 e il 1881. Fra essi, un ruolo da protagonista ebbe James Whistler. Oltre a lui, William Merritt Chase, Samuel Colman, Thomas Moran, John Henry Twachtman e Julian Alden Weir furono tra i pittori americani che più si servirono del mezzo.
Oltre ad una grande influenza sull'espressionismo tedesco, l'«etching revival» diede modo di accostarsi alla stampa ai maggiori esponenti dell'impressionismo, del post-impressionismo e delle prime avanguardie, tra i quali Édouard Manet, Edgar Degas, Mary Cassat, Camille Pissarro, Henri de Toulouse-Lautrec e Pablo Picasso.

### Il crollo del mercato
Nonostante le previsioni di molti, fra i quali Jean-Auguste Ingres, Gisèle Freund e Charles Baudelaire, il mercato della stampa artistica proliferò nonostante l'avvento della fotografia, considerata la principale «sciagura» per le arti figurative, ma venne fortemente ridimensionato dallo scoppio della prima guerra mondiale e soprattutto dalla Grande depressione del 1929.